# 岸本茂雄
岸本 茂雄（きしもと しげお、1904年11月7日 - 1950年8月29日）は、昭和時代の労働運動家。日本共産党中央委員。

## 経歴
兵庫県生まれ。高等小学校卒。1922年総同盟神戸連合会に加入。1925年日本共産党から派遣され東洋勤労者共産主義大学（クートベ）に留学。1926年帰国して共産党に入党、京浜地区委員。同年評議会関東金属労働組合に加入、京浜地区でオルグとして活動。1928年三・一五事件で検挙、懲役8年の判決を受け、1938年2月出獄。1939年10月岩本巌、堀江壮一、西川彦義と阪神地区で党再建運動に取り組んだが、1940年9月に検挙（日本共産党再建中核指導部事件）。敗戦後の1945年10月多田留治らと共産党兵庫県委員会を再建し、県委員。1946年2月の第5回党大会で中央委員候補、1947年11月の第6回党大会で中央委員。1950年1月のコミンフォルム批判を受けた第18回拡大中央委員会ではいわゆる国際派の立場を取った。同年6月6日GHQにより日共中央委員24人全員の公職追放令が発令。同年8月29日45歳で死去。